# شعب البوي
شعب البوي (بالصينية: 布依族) هم أحد المجموعات العرقية ال56 المعترف بها من قبل الحكومة الصينية، يتواجدون في جنوب الصين في غابات محافظة قويتشو وبشكل أقل في محافظات يونان وسيشوان وبشكل أقل في فيتنام ويبلغ عددهم حوالي 2.5 مليون ويعتبرون بذلك العرقية ال11 الأكثر عدداً في الصين ويعتنقون بشكل أساسي الديانتين الموئية والبوذية ويتكلمون باللغات الطائية، يعتبر البوي أحد أقدم العرقيات التي عاشت في جنوب الصين ويعود تاريخ تواجدهم إلى حوالي 2000 وتحديداً إبان بداية حكم سلالة تانغ حيث ظهروا بالتزامن مع شعب التشوانغ.